# كامبو دل ثيلو

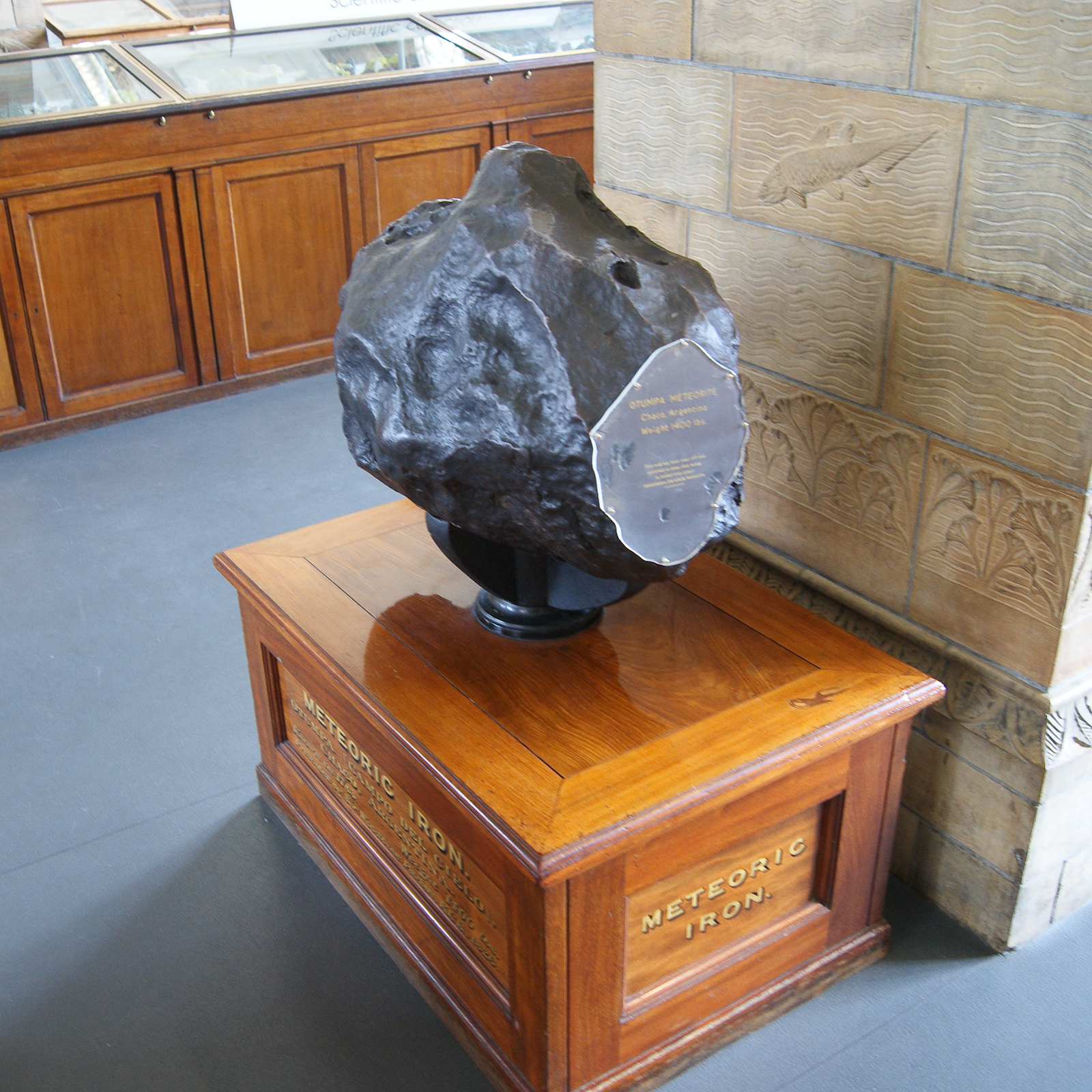
نيزك من نيازك كامبو دل ثيلو معروض في متحف التاريخ الطبيعي في لندن.

كامبو دل ثيلو Campo del Cielo يشير إلى منطقة جغرافية في الأرجنتين، وإلى مجموعة النيازك الحديدية التي عثر عليها هناك. يقع الموقع بالقرب من محافظة تشاكو ومحافظة سانتياغو ديل استيرو؛ ويبعد عن العاصمة بوينس آيرس حوالس 1000 كم باتجاه شمال الشرق.
يحوي الموقع على الأقل على حوالي 26 فوهة من آثار اصطدام النيازك، أكبرها ذات أبعاد 115 * 91 متر.